# قره‌چشمه (فاروج)
قره چشمه روستایی در دهستان سنگر بخش مرکزی شهرستان فاروج استان خراسان شمالی ایران است.

## جمعیت
بر پایه سرشماری عمومی نفوس و مسکن در سال ۱۳۹۵ جمعیت این مکان ۳۷۸ نفر (۱۰۱خانوار) بوده‌است.